# Казанджян, Ховард
Ховард Казанджян (англ. Howard Kazanjian, арм. Հաուարդ Կազանջյան; род. в 1942) — американский кинопродюсер армянского происхождения, бывший вице-президент компании Lucasfilm Ltd и автор биографических книг.

## Биография
Ховард Казанджян окончил Университет Южной Калифорнии. Во время учёбы он познакомился с молодым Джорджем Лукасом, и они не только стали «братьями» в студенческом кинобратстве «Delta Kappa Alpha», но и лучшими друзьями.
Среди его ранних работ — первый помощник режиссера в фильме Альфреда Хичкока «Семейный заговор» и второй помощник в фильме «Дикая банда» режиссёра Сэма Пекинпы.
Впоследствии по совету Хичкока Казанджян занялся продюсерской, а не режиссёрской работой; он был исполнительным продюсером фильма «Индиана Джонс: В поисках утраченного ковчега» и продюсером фильма «Звёздные войны. Эпизод VI: Возвращение джедая» — двух наиболее успешных фильмов всех времён. Казанджян известен как неуказанный в титрах продюсер фильма «Звёздные войны. Эпизод V: Империя наносит ответный удар», в котором он заменил Гэри Куртца на половине производства  после превышения бюджета.
В качестве вице-президента Lucasfilm по производству он принимал непосредственное участие в повседневных стратегических и практических операциях кинокомпании сразу после выхода «Звездных войн» в 1977 году до 1984-1985 года.
Казанджян написал, в соавторстве с американской писательницей и сценаристкой Крис Энс (см. en:Chris Enss), несколько биографических и исторических книг. С 1998 является сопредседателем и совладельцем независимой компании по производству и дистрибуции фильмов Tricor Entertainment Inc. Принимает участие в работе армянских культурных и благотворительных организаций США. Живёт и работает в Сан-Марино (Калифорния); женат, имеет троих детей.

## Фильмография
- Радуга Финиана (1968, помощник режиссёра)
- en:I Love You, Alice B. Toklas (1968, 2-й помощник режиссёра)
- Дикая банда (1969) (2-й помощник режиссёра)
- The Great Bank Robbery (1969, 2-й помощник режиссёра)
- en:The Christine Jorgensen Story (1970, помощник режиссёра)
- Trapped (1973, помощник режиссёра)
- en:The Rockford Files (1974, помощник режиссёра)
- en:The Girl from Petrovka (1974, 1-й помощник режиссёра)
- en:The Front Page (1974, 1-й помощник режиссёра)
- Гинденбург (1975, 1-й помощник режиссёра)
- Семейный заговор (1976, 1-й помощник режиссёра)
- Rollercoaster (1977, исполнительный продюсер)
- Новые американские граффити (1979, продюсер)
- Империя наносит ответный удар (1980, продюсер)
- Индиана Джонс: В поисках утраченного ковчега (1981, исполнительный продюсер)
- Возвращение джедая (1983, продюсер)
- en:From Star Wars to Jedi: The Making of a Saga (1985, исполнительный продюсер)
- Новичок (1990, продюсер)
- Разрушитель (1993, продюсер)
- Военно-юридическая служба (телесериал) (1995-1996, продюсер 1-го сезона)
- Rattled (1996, исполнительный продюсер)
- Carlo's Wake (1999, исполнительный продюсер)
- The Sky Is Falling (2000, исполнительный продюсер)
- en:The Amati Girls (2001, исполнительный продюсер)
- en:Extreme Days (2001, исполнительный продюсер)
- Worlds Apart (2004, исполнительный продюсер)
- Мост короля Людовика Святого (2004, исполнительный продюсер)
- The Homecoming of Jimmy Whitecloud (2001, исполнительный продюсер)
- en:Danger Rangers, детская телепрограмма (2003–2008, исполнительный продюсер)